# Los Yébenes
Los Yébenes è un comune spagnolo di 6 132 abitanti situato nella comunità autonoma di Castiglia-La Mancia.